# Кизюн, Николай Фадеевич
Николай Фадеевич Кизюн (род. 20 января 1928 года, деревня Любаровка, Юргинский район, Томский округ, Сибирский край, ныне село и район в составе Кемеровской области) – политработник советских Вооружённых Сил, генерал-полковник (18.02.1985). Доктор философских наук, профессор (1990). Ветеран Афганской войны.

## Биография
Из семьи сельского механика. По происхождению украинец — его деды по отцовской и материнской линиям приехали в Сибирь в период Столыпинской аграрной реформы из Подольской губернии. С 1935 года семьи жила в городе Тогучин (ныне в Новосибирской области), куда отца перевели на работу старшим механиком в трест «Заготзерно». С 1935 года учился в тогучинской средней школе. В 1943 году поступил разнорабочим на Тогучинский элеватор, а учился в вечернее время. Окончил школу в 1945 году.
С июня 1946 года – в Советской Армии. Окончил Харьковское гвардейское танковое училище (лейтенантов) в 1949 году. С октября 1949 года служил командиром взвода разведки мотострелкового полка 10-й гвардейской танковой дивизии Группы советских войск в Германии (район Потсдама). С 1952 года — командир отдельного разведывательного взвода тяжелого танко-самоходного полка 28-й механизированной дивизии Белорусского военного округа (Слоним, Гродненская область). С 1950 года являлся членом ВКП(б)/КПСС.
В 1954 году окончил Львовские курсы по подготовке политсостава и был направлен на политработу в войска. В конце 1954 года назначен  заместителя командира разведроты по политической части 123-го танкового полка Прикарпатского военного округа (Луцк, Волынская область, УССР), а также секретарь комитета комсомола полка. С 1955 года — помощник начальника политического отдела 27-го стрелкового корпуса по комсомольской работе. С 1956 года – старший инструктор отдела комсомольской работы политического управления Прикарпатского военного округа, а с 1958 по 1959 года – начальник отдела — помощник начальника политуправления этого округа по комсомольской работе. Направлен на учёбу в 1959 году.
В 1963 году окончил Военно-политическую академию имени В.И. Ленина. С 1963 года заместитель начальника политотдела 128-й гвардейской мотострелковой дивизии Прикарпатского военного округа (штаб в городе Мукачево Закарпатской области). С 1965 года служил начальником политотдела этой же 128-й дивизии, а в 1967 году вновь направлен учиться.
В 1969 году окончил Военную академию Генерального штаба Вооружённых Сил СССР. С 1969 года был первым заместителем начальника политического отдела 5-й гвардейской танковой армии Белорусского военного округа (штаб в Бобруйске), а с 1971 года — начальник политотдела – член Военного совета этой же армии. С 1973 года – первый заместитель начальника политического управления Белорусского военного округа. С 1974 года был первым заместителем начальника политического управления Группы советских войск в Германии. С 1978 года — начальник политического управления – член Военного Совета Сибирского военного округа. С 1982 года был в звании генерал-лейтенанта начальником политотдела группы советских военных советников в Демократической Республике Афганистан – заместителем Главного военного советника по политической части. Участник Афганской войны.
С января 1984 года – начальник политуправления — член Военного совета Дальневосточного военного округа. С 1985 года — начальник политического управления Ставки Главного командования войск Дальнего Востока, которая дислоцировалась в Улан-Удэ. С августа 1987 года  начальник Военно-политической академии имени В.И. Ленина. В 1990 году избран профессором по кафедре партийно-политической работы этой академии.
После ликвидации системы политических органов Вооружённых Сил и августовского путча 1991 года находился в распоряжении Министра обороны СССР. С апреля 1992 года – в отставке.
Живёт в Москве. В течение 5 лет вёл частную жизнь пенсионера, но затем начал активную общественную деятельность, активно участвуя в работе различных общественных организаций, зачастую – весьма экзотических. Так, с 1997 по 2000 годы был главным ученым секретарём Международной академии духовного единства народов мира. Член Межгосударственного координационного совета казаков России. С 2005 года — первый вице-президент и член президиума Академии проблем безопасности, обороны и правопорядка, которая приобрела весьма скандальную известность. Член некоего Национального комитета общественных наград. С 2012 года — председатель совета ветеранов Военного университета Министерства обороны Российской Федерации. Кроме того, состоит в Московском городском Совете ветеранов и в правлении Землячества Кемеровской области в Москве.
Депутат Верховного Совета РСФСР 10-11 созывов (1979—1989). Депутат Верховного Совета Белорусской ССР 7-8 созывов (1970—1979). Делегат XXV, XXVI, XXVII съездов КПСС и XVIII партийной конференции КПСС, а также съездов Коммунистических партий Украины (1965) и Белоруссии (1974).
Кандидат философских наук (1985, тема «Саурская революция в Афганистане. Роль и место вооруженных сил в ее осуществлении»). Доктор философских наук (1991, тема «Национально-освободительные революции в странах Ближнего и Среднего Востока. Их роль в развитии мирового прогресса»). Автор многочисленных публикаций в журналах «Коммунист Вооружённых Сил», «Военная мысль», «Военный вестник», в газете «Красная Звезда». Автор учебников и учебных пособий по военно-философской тематике и партийно-политической работе в Вооружённых силах, а также учебных пособий для офицеров афганской армии. Соавтор книг «История Сибирского военного округа» (1981), «Народно-демократическая революция в Афганистане».
Женат. 
Дочь — Татьяна Варивончик, работала преподавателем в Минском суворовском военном училище. Сын — Кизюн, Сергей Николаевич (1956—2025), офицер, дослужился, как и отец, до генерал-полковника.

## Награды
- орден Октябрьской Революции (1982)
- орден Красного Знамени (1983)
- орден Красной Звезды (1988)
- ордена «За службу Родине в Вооружённых Силах СССР» II и III степеней
- медали СССР
- орден «Красное Знамя» (Афганистан, 1982)
- орден Саурской революции (Афганистан, 1982)
- орден «Красное Знамя» (Монголия, 1985)